# Chaspuzac
Chaspuzac est une commune française située dans le département de la Haute-Loire en région d'Auvergne-Rhône-Alpes. Ses habitants s'appellent les Chaspuzacois.

## Géographie

### Localisation
La commune de Chaspuzac se trouve dans l'ouest du département de la Haute-Loire, en région Auvergne-Rhône-Alpes.
Elle se situe à 12 km par la route à l'ouest de sa préfecture le Puy-en-Velay et à 11 km au sud-ouest de Saint-Paulien, bureau centralisateur du canton de Saint-Paulien dont dépend la commune depuis 2015 pour les élections départementales.

### Communes proches et limitrophes
Les communes les plus proches sont : 
Loudes (2,2 km), Sanssac-l'Église (3,0 km), Saint-Vidal (4,1 km), Saint-Jean-de-Nay (4,1 km), Vergezac (4,2 km), Borne (5,3 km), Vazeilles-Limandre (6,4 km), Bains (6,8 km).
|                   | Loudes    |                  |
| Saint-Jean-de-Nay | Chaspuzac | Saint-Vidal      |
|                   | Vergezac  | Sanssac-l'Église |

### Hydrographie
Le Say, affluent de la Freycenette et sous-affluent de la Borne, marque la limite de commune avec Saint-Jean-de-Nay au sud-ouest et à l'ouest, et avec Loudes au nord-ouest. Un de ses affluents (sans nom) de rive droite (côté est) traverse la commune en passant par Mauriac au sud-ouest, puis à l'ouest de Chaspuzac. La Combe, autre affluent du Say, traverse également la commune dans la même direction sud-ouest / nord-est, passant à l'est de Chaspuzac puis au Masson et au moulin de Borie.

### Climat
Pour des articles plus généraux, voir Climat d'Auvergne-Rhône-Alpes et Climat de la Haute-Loire.
En 2010, le climat de la commune est de type climat des marges montargnardes, selon une étude du Centre national de la recherche scientifique s'appuyant sur une série de données couvrant la période 1971-2000. En 2020, Météo-France publie une typologie des climats de la France métropolitaine dans laquelle la commune est exposée à un climat de montagne ou de marges de montagne et est dans la région climatique Sud-est du Massif Central, caractérisée par une pluviométrie annuelle de 1 000 à 1 500 mm, minimale en été, maximale en automne.
Pour la période 1971-2000, la température annuelle moyenne est de 8,3 °C, avec une amplitude thermique annuelle de 16,1 °C. Le cumul annuel moyen de précipitations est de 739 mm, avec 8 jours de précipitations en janvier et 6,7 jours en juillet. Pour la période 1991-2020, la température moyenne annuelle observée sur la station météorologique installée sur la commune est de 9,1 °C et le cumul annuel moyen de précipitations est de 682,4 mm,. Pour l'avenir, les paramètres climatiques de la commune estimés pour 2050 selon différents scénarios d'émission de gaz à effet de serre sont consultables sur un site dédié publié par Météo-France en novembre 2022.
| Mois                                  | jan.             | fév.           | mars          | avril          | mai             | juin            | jui.          | août            | sep.            | oct.          | nov.             | déc.           | année      |
| ------------------------------------- | ---------------- | -------------- | ------------- | -------------- | --------------- | --------------- | ------------- | --------------- | --------------- | ------------- | ---------------- | -------------- | ---------- |
| Température minimale moyenne (°C)     | −2,6             | −2,7           | −0,3          | 2,1            | 5,7             | 9,1             | 10,9          | 10,6            | 7,4             | 5             | 0,9              | −1,7           | 3,7        |
| Température moyenne (°C)              | 1,4              | 1,9            | 5,1           | 7,7            | 11,5            | 15,4            | 17,7          | 17,5            | 13,5            | 10            | 5                | 2,2            | 9,1        |
| Température maximale moyenne (°C)     | 5,4              | 6,6            | 10,6          | 13,4           | 17,4            | 21,7            | 24,4          | 24,4            | 19,7            | 15            | 9,2              | 6,1            | 14,5       |
| Record de froid (°C) date du record   | −23,2 16.01.1985 | −20,8 05.02.12 | −22 01.03.05  | −10,2 08.04.03 | −4,4 15.05.1995 | −1,3 04.06.1984 | 1,8 17.07.00  | −0,8 30.08.1986 | −2,5 30.09.1995 | −9,2 25.10.03 | −13,4 23.11.1998 | −18,2 15.12.01 | −23,2 1985 |
| Record de chaleur (°C) date du record | 17,8 27.01.16    | 21,4 26.02.19  | 24,3 17.03.04 | 25,1 30.04.05  | 32,4 22.05.22   | 37,4 27.06.19   | 37,4 07.07.15 | 37 24.08.23     | 33,5 16.09.1987 | 28,7 09.10.23 | 21,8 01.11.14    | 18,8 31.12.21  | 37,4 2019  |
| Ensoleillement (h)                    | 888              | 1 118          | 1 678         | 1 714          | 1 945           | 2 253           | 2 635         | 2 448           | 1 848           | 1 283         | 878              | 83             | 19 517     |
| Précipitations (mm)                   | 38,6             | 28,9           | 33,6          | 58,5           | 73,8            | 74,4            | 71,4          | 61              | 68,5            | 67,2          | 65,1             | 41,4           | 682,4      |

## Urbanisme

### Typologie
Au 1er janvier 2024, Chaspuzac est catégorisée commune rurale à habitat dispersé, selon la nouvelle grille communale de densité à sept niveaux définie par l'Insee en 2022.
Elle est située hors unité urbaine. Par ailleurs la commune fait partie de l'aire d'attraction du Puy-en-Velay, dont elle est une commune de la couronne,. Cette aire, qui regroupe 59 communes, est catégorisée dans les aires de 50 000 à moins de 200 000 habitants,.

### Occupation des sols
L'occupation des sols de la commune, telle qu'elle ressort de la base de données européenne d’occupation biophysique des sols Corine Land Cover (CLC), est marquée par l'importance des territoires agricoles (85,2 % en 2018), en diminution par rapport à 1990 (94 %). La répartition détaillée en 2018 est la suivante : 
zones agricoles hétérogènes (39,2 %), terres arables (37,1 %), prairies (8,9 %), zones urbanisées (6,7 %), zones industrielles ou commerciales et réseaux de communication (4,5 %), espaces verts artificialisés, non agricoles (3,6 %). L'évolution de l’occupation des sols de la commune et de ses infrastructures peut être observée sur les différentes représentations cartographiques du territoire : la carte de Cassini (XVIIIe siècle), la carte d'état-major (1820-1866) et les cartes ou photos aériennes de l'IGN pour la période actuelle (1950 à aujourd'hui).

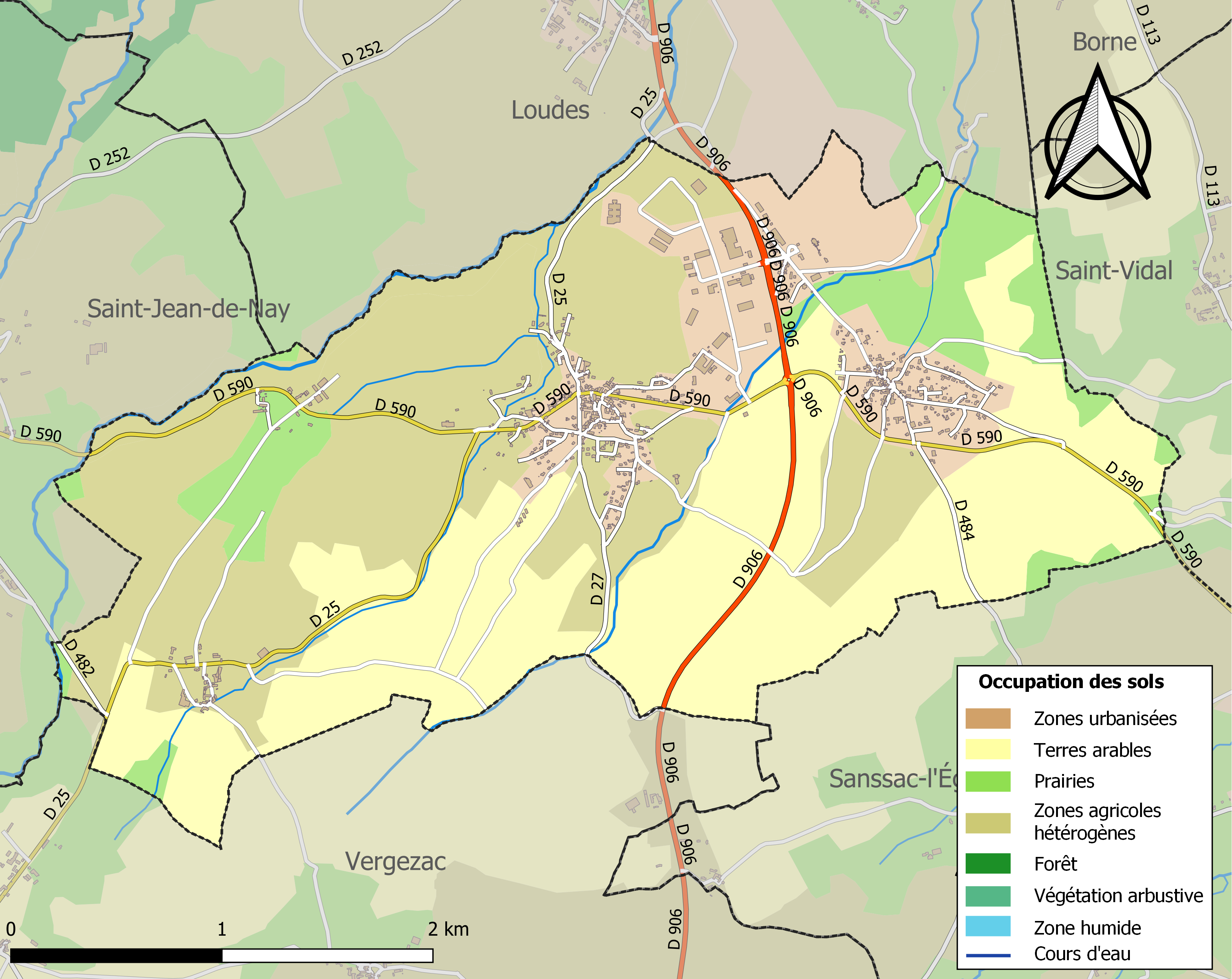
Carte des infrastructures et de l'occupation des sols de la commune en 2018 (CLC).
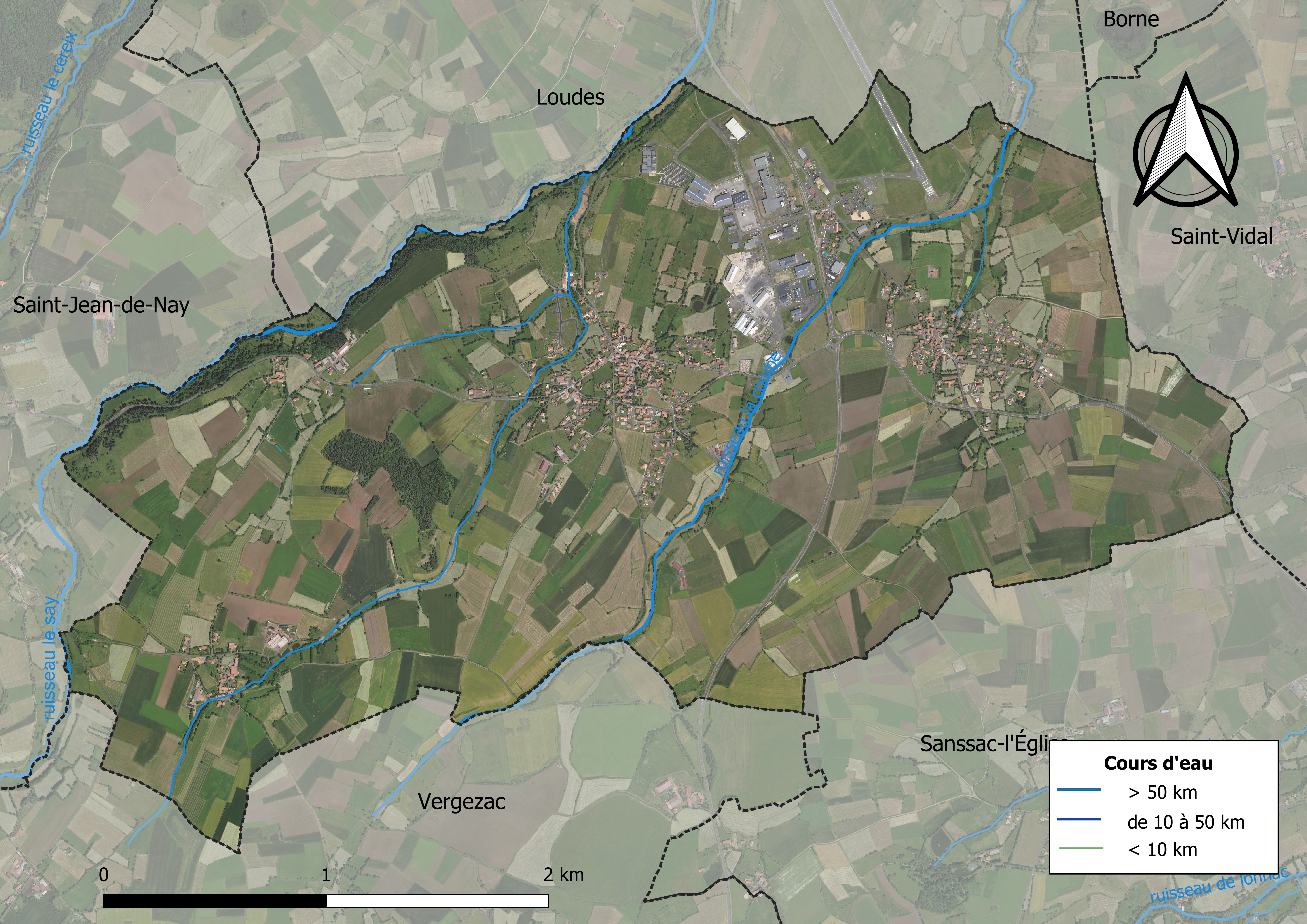
Carte orthophotographique de la commune.

### Lieux-dits, villages, écarts
Les villages, écarts, lieux-dits : Aérodrome, Fontannes, les Jointes, Mauriac, les Ternes.

### Habitat et logement
En 2018, le nombre total de logements dans la commune était de 356, alors qu'il était de 335 en 2013 et de 276 en 2008.
Parmi ces logements, 85,1 % étaient des résidences principales, 11,5 % des résidences secondaires et 3,4 % des logements vacants. Ces logements étaient pour 96,9 % d'entre eux des maisons individuelles et pour 2,8 % des appartements.
Le tableau ci-dessous présente la typologie des logements à Chaspuzac en 2018 en comparaison avec celle de la Haute-Loire et de la France entière. Une caractéristique marquante du parc de logements est ainsi une proportion de résidences secondaires et logements occasionnels (11,5 %) inférieure à celle du département (16,1 %) mais supérieure à celle de la France entière (9,7 %). Concernant le statut d'occupation de ces logements, 80,9 % des habitants de la commune sont propriétaires de leur logement (77,5 % en 2013), contre 70 % pour la Haute-Loire et 57,5 pour la France entière.
| Typologie                                               | Chaspuzac | Haute-Loire | France entière |
| ------------------------------------------------------- | --------- | ----------- | -------------- |
| Résidences principales (en %)                           | 85,1      | 71,5        | 82,1           |
| Résidences secondaires et logements occasionnels (en %) | 11,5      | 16,1        | 9,7            |
| Logements vacants (en %)                                | 3,4       | 12,4        | 8,2            |

## Toponymie
Le mot patois chap (tsap) « sommet, promontoire »  apparaît le plus souvent sous les formes féminines chape, chappe, chapuse, voire chapelle, sans pour autant que cela désigne un petit édifice religieux. La présence du suffixe -acum invite à penser qu'il s'agit du nom d'un domaine gaulois ou gallo-romain, « le domaine du promontoire » qui s'appliquerait particulièrement bien au site de la Garde de Chaspuzac où ont été découverts des vestiges de cette époque.

## Histoire
Une voie antique nommée la Bolène traverse le territoire de la commune, reliant Lyon à l'Aquitaine et à Bordeaux. Elle vient de Saint-Paulien et longe partiellement la limite communale à l'est du territoire, puis poursuit sa route vers le sud. Peu avant 1864, Auguste Aymard a trouvé une borne milliaire originellement située sur le trajet de cette voie, au hameau de Fontanes à l'est du bourg.
Une autre voie antique venant aussi de Saint-Paulien semble traverser le territoire communal dans un axe sud-ouest selon les recherches de Jean-René Mestre.

## Politique et administration

### Découpage territorial
La commune de Chaspuzac est membre de la communauté d'agglomération du Puy-en-Velay, un établissement public de coopération intercommunale (EPCI) à fiscalité propre créé le 26 décembre 2016 dont le siège est à Le Puy-en-Velay. Ce dernier est par ailleurs membre d'autres groupements intercommunaux.
Sur le plan administratif, elle est rattachée à l'arrondissement du Puy-en-Velay, au département de la Haute-Loire, en tant que circonscription administrative de l'État, et à la région Auvergne-Rhône-Alpes.
Sur le plan électoral, elle dépend du canton de Saint-Paulien pour l'élection des conseillers départementaux, depuis le redécoupage cantonal de 2014 entré en vigueur en 2015, et de la deuxième circonscription de la Haute-Loire   pour les élections législatives, depuis le redécoupage électoral de 1986.

### Liste des maires
| Période                                  | Période          | Identité       | Étiquette                  | Qualité                                                                                         |
| ---------------------------------------- | ---------------- | -------------- | -------------------------- | ----------------------------------------------------------------------------------------------- |
| Les données manquantes sont à compléter. |                  |                |                            |                                                                                                 |
| mars 1977                                | 2 septembre 2024 | Michel Joubert | DVD puis NC-Les Centristes | Conseiller général Vice-président du conseil général Président de la communauté d'agglomération |

Depuis septembre 2024 : Patrice 
Chamayou [https://www.chaspuzac.fr/maire-commune-chaspuzac]

## Population et société

### Démographie

#### Évolution démographique
L'évolution du nombre d'habitants est connue à travers les recensements de la population effectués dans la commune depuis 1793. Pour les communes de moins de 10 000 habitants, une enquête de recensement portant sur toute la population est réalisée tous les cinq ans, les populations de référence des années intermédiaires étant quant à elles estimées par interpolation ou extrapolation. Pour la commune, le premier recensement exhaustif entrant dans le cadre du nouveau dispositif a été réalisé en 2008.

En 2022, la commune comptait 849 habitants, en évolution de +9,83 % par rapport à 2016 (Haute-Loire : +0,36 %, France hors Mayotte : +2,11 %).
| 1793 | 1800 | 1806 | 1821 | 1831 | 1836 | 1841 | 1846 | 1851 |
| ---- | ---- | ---- | ---- | ---- | ---- | ---- | ---- | ---- |
| 405  | 304  | 377  | 518  | 491  | 497  | 476  | 483  | 477  |

| 1856 | 1861 | 1866 | 1872 | 1876 | 1881 | 1886 | 1891 | 1896 |
| ---- | ---- | ---- | ---- | ---- | ---- | ---- | ---- | ---- |
| 522  | 566  | 516  | 472  | 537  | 495  | 544  | 552  | 542  |

| 1901 | 1906 | 1911 | 1921 | 1926 | 1931 | 1936 | 1946 | 1954 |
| ---- | ---- | ---- | ---- | ---- | ---- | ---- | ---- | ---- |
| 526  | 549  | 546  | 505  | 469  | 435  | 407  | 371  | 378  |

| 1962 | 1968 | 1975 | 1982 | 1990 | 1999 | 2006 | 2008 | 2013 |
| ---- | ---- | ---- | ---- | ---- | ---- | ---- | ---- | ---- |
| 357  | 326  | 306  | 338  | 480  | 521  | 616  | 643  | 728  |

| 2018 | 2022 | - | - | - | - | - | - | - |
| ---- | ---- | - | - | - | - | - | - | - |
| 784  | 849  | - | - | - | - | - | - | - |

#### Pyramide des âges
La population de la commune est relativement jeune.
En 2018, le taux de personnes d'un âge inférieur à 30 ans s'élève à 37,8 %, soit au-dessus de la moyenne départementale (31 %). À l'inverse, le taux de personnes d'âge supérieur à 60 ans est de 18,9 % la même année, alors qu'il est de 31,1 % au niveau départemental.
En 2018, la commune comptait 396 hommes pour 388 femmes, soit un taux de 50,51 % d'hommes, légèrement supérieur au taux départemental (49,13 %).
Les pyramides des âges de la commune et du département s'établissent comme suit.
| Hommes | Classe d’âge | Femmes |
| ------ | ------------ | ------ |
| 0,3    | 90 ou +      | 0,3    |
| 1,0    | 75-89 ans    | 4,1    |
| 17,7   | 60-74 ans    | 14,4   |
| 21,7   | 45-59 ans    | 19,3   |
| 22,0   | 30-44 ans    | 23,7   |
| 12,9   | 15-29 ans    | 13,9   |
| 24,5   | 0-14 ans     | 24,2   |

| Hommes | Classe d’âge | Femmes |
| ------ | ------------ | ------ |
| 0,9    | 90 ou +      | 2,5    |
| 8,4    | 75-89 ans    | 11,7   |
| 20,4   | 60-74 ans    | 20,5   |
| 21,3   | 45-59 ans    | 20,3   |
| 16,8   | 30-44 ans    | 16,3   |
| 15,2   | 15-29 ans    | 13,2   |
| 17     | 0-14 ans     | 15,6   |

## Économie

### Revenus
En 2018, la commune compte 316 ménages fiscaux, regroupant 827 personnes. La médiane du revenu disponible par unité de consommation est de 21 450 € (20 800 € dans le département).

### Emploi
| Division       | 2008  | 2013  | 2018  |
| -------------- | ----- | ----- | ----- |
| Commune        | 3 %   | 6,6 % | 5,2 % |
| Département    | 6,3 % | 7,7 % | 7,7 % |
| France entière | 8,3 % | 10 %  | 10 %  |

En 2018, la population âgée de 15 à 64 ans s'élève à 496 personnes, parmi lesquelles on compte 81,5 % d'actifs (76,2 % ayant un emploi et 5,2 % de chômeurs) et 18,5 % d'inactifs,. Depuis 2008, le taux de chômage communal (au sens du recensement) des 15-64 ans est inférieur à celui de la France et du département.
La commune fait partie de la couronne de l'aire d'attraction du Puy-en-Velay, du fait qu'au moins 15 % des actifs travaillent dans le pôle,. Elle compte 693 emplois en 2018, contre 293 en 2013 et 260 en 2008. Le nombre d'actifs ayant un emploi résidant dans la commune est de 381, soit un indicateur de concentration d'emploi de 182 % et un taux d'activité parmi les 15 ans ou plus de 68,6 %.
Sur ces 381 actifs de 15 ans ou plus ayant un emploi, 78 travaillent dans la commune, soit 21 % des habitants. Pour se rendre au travail, 89,5 % des habitants utilisent un véhicule personnel ou de fonction à quatre roues, 0,5 % les transports en commun, 3,7 % s'y rendent en deux-roues, à vélo ou à pied et 6,3 % n'ont pas besoin de transport (travail au domicile).

## Culture locale et patrimoine

### Lieux et monuments
Église Saint-Barthélémy classée aux monuments historiques depuis le 16 septembre 1907 : une toute petite église, avec une nef à deux travées, qui renferme un vrai trésor : des peintures du XIIIe siècle redécouvertes lors d'une restauration en 1994.